# 五桠果科
五桠果科（学名：Dilleniaceae），又名第伦桃科，包括13属共400余种，基本都是生长在澳大利亚的热带和亚热带地区，大部分是木本植物，有大树但也有草本植物。其中钮扣花属（Hibbertia）被广泛用于园艺栽培，有许多具有商业价值的花卉种类；锡叶藤属（Tetracera）的叶面粗糙，用于擦光锡器和工具；五桠果属（Dillenia）一些种类的果实可以食用。中国有2属4种，都是生长在云南、广东和广西等地区。
克朗奎斯特分类法单设一个五桠果亚纲和五桠果目，将芍药科分入五桠果目；2003年的APG II 分类法曾考虑是否将其分入石竹目，但最终决定列为核心真双子叶植物分支中的一个单独科，没有分入任何一目。2016年的修定版APG IV正式承认五桠果目。